# Euaugaptilus indicus
Euaugaptilus indicus is een eenoogkreeftjessoort uit de familie van de Augaptilidae. De wetenschappelijke naam van de soort is voor het eerst geldig gepubliceerd in 1932 door Sewell.